# Philippine Charlotte của Phổ
Philippine Charlotte của Phổ (13 tháng 3 năm 1716, Berlin – 17 tháng 2 năm 1801, Braunschweig) là Công tước phu nhân xứ Braunschweig-Wolfenbüttel thông qua hôn nhân với Karl I xứ Braunschweig-Wolfenbüttel. Philippine Charlotte là một trí thức nổi tiếng ở Đức đương đại. Philippine Charlotte được nhìn nhận là một nhà soạn nhạc nữ vì được cho là đã viết nên các bản hành khúc và các thể loại nhạc khác.

## Tiểu sử
Philippine Charlotte là con thứ bảy và con gái thứ tư của Friedrich Wilhelm I của Phổ và Sophia Dorothea của Đại Anh.
Ngày 2 tháng 7 năm 1733 tại Berlin, Philippine Charlotte kết hôn với Karl xứ Braunschweig-Wolfenbüttel, con trai cả của Ferdinand Albert II xứ Braunschweig-Wolfenbüttel. Karl kế thừa tước vị công tước sau cái chết của cha vào năm 1735, Philippine Charlotte theo đó trở thành Công tước phu nhân.
Liên minh hôn nhân đôi giữa Phổ và Braunschweig bởi cuộc hôn nhân của Philippine Charlotte với Karl I, và của anh trai Vương nữ là Friedrich với em gái của Karl là Elisabeth Christine, đã dẫn đến một liên minh lâu dài của các gia tộc Tin lành Bắc Đức quan trọng nhất ở Phổ và Braunschweig. Mối quan hệ gia đình của hai gia tộc đã dẫn đến kết quả là liên minh giữa Braunschweg và Phổ trong Chiến tranh Bảy năm, và sự nghiệp của các con trai của Philippine Charlotte trong quân đội Phổ.
Philippine Charlotte được mô tả là người tinh tế, có trình độ học vấn cao và là một người con của Thời đại Khai sáng. Vương nữ làm việc độc lập với các trích đoạn của các tác phẩm triết học của Christian Wolff bằng tiếng Pháp. Công tước phân theo đuổi, một phần vì ảnh hưởng của cố vấn của Công tước là Johann Friedrich Wilhelm Jerusalem, đời sống trí thức kiểu Đức rất chặt chẽ. Vương nữ đánh giá cao nhà thơ Salomon Gessner và duy trì mối quan hệ cá nhân với Friedrich Gottlieb Klopstock. Nhà soạn kịch Lessing cũng nằm trong số những người quen của Philippine Charlotte.
Với tư cách là Công tước phu nhân, cuộc sống cung đình của Philippine Charlotte thường tập trung vào các cuộc trò chuyện mà Philippine Charlotte tổ chức trước và sau bữa tối trong các căn phòng của mình ở Grauer Hof, nơi Công tước phu nhân thường gặp mặt các học giả và những người đàn ông có chức vụ trong triều đình. Triều đình Braunschweig đã tham dự một số buổi biểu diễn opera và vũ hội công cộng mỗi năm theo nghi lễ cung đình, nhưng khoản chi tiêu quá lớn của người ngài Công tước đã sớm khiến cuộc sống triều đình phải kỹ lưỡng trong chi tiêu hơn.
Philippine Charlotte đã nuôi dạy con trai Karl của mình với sự tôn kính dành cho anh trai là Friedrich II của Phổ, cho con trai một nền giáo dục nhân văn với Abbé Jerusalem cùng các người gia sư của ông, và cho con trai thực hiện một chuyến công du với bạn đồng hành là nhà khảo cổ học Winckelmann.
Năm 1773, Karl I buộc phải phong con trai làm nhiếp chính, và đến năm 1780, Karl qua đời và được kế vị bởi con trai.
Hedwig Elisabeth Charlotta xứ Holstein-Gottorp đã mô tả về Philippine Charlotte cũng như gia đình của Vương nữ vào thời điểm đến thăm vào tháng 8 năm 1799 như sau:
Người em họ của chúng tôi, ngài Công tước, đã đến ngay vào sáng hôm sau. [...] Sau khi em ấy rời đi, ta đã đến thăm Thái Công tước phu nhân, dì của chồng ta. Bà là một người phụ nữ dễ chịu, có trình độ học vấn cao và được nhiều người kính trọng, nhưng giờ bà đã quá già đến nỗi gần như đã không còn nhớ gì cả.